# Garaeus ulucens
Garaeus ulucens är en fjärilsart som beskrevs av Holloway 1977. Garaeus ulucens ingår i släktet Garaeus och familjen mätare. Inga underarter finns listade i Catalogue of Life.